# Фюген
Фюген (нім. Fügen) — громада округу Швац у землі Тіроль, Австрія.
Фюген лежить на висоті 545 м над рівнем моря і займає площу 6,64 км². Громада налічує 3838 мешканців.
Густота населення 578/км².
Крім селища Фюген до складу громади входить невеликі сільця Гагеринг, Капфінг та Клайнбоден.
|                                |
| Фюген на мапі округу та землі. |

 Адреса управління громади: Hauptstraße 58, 6263 Fügen

## Галерея

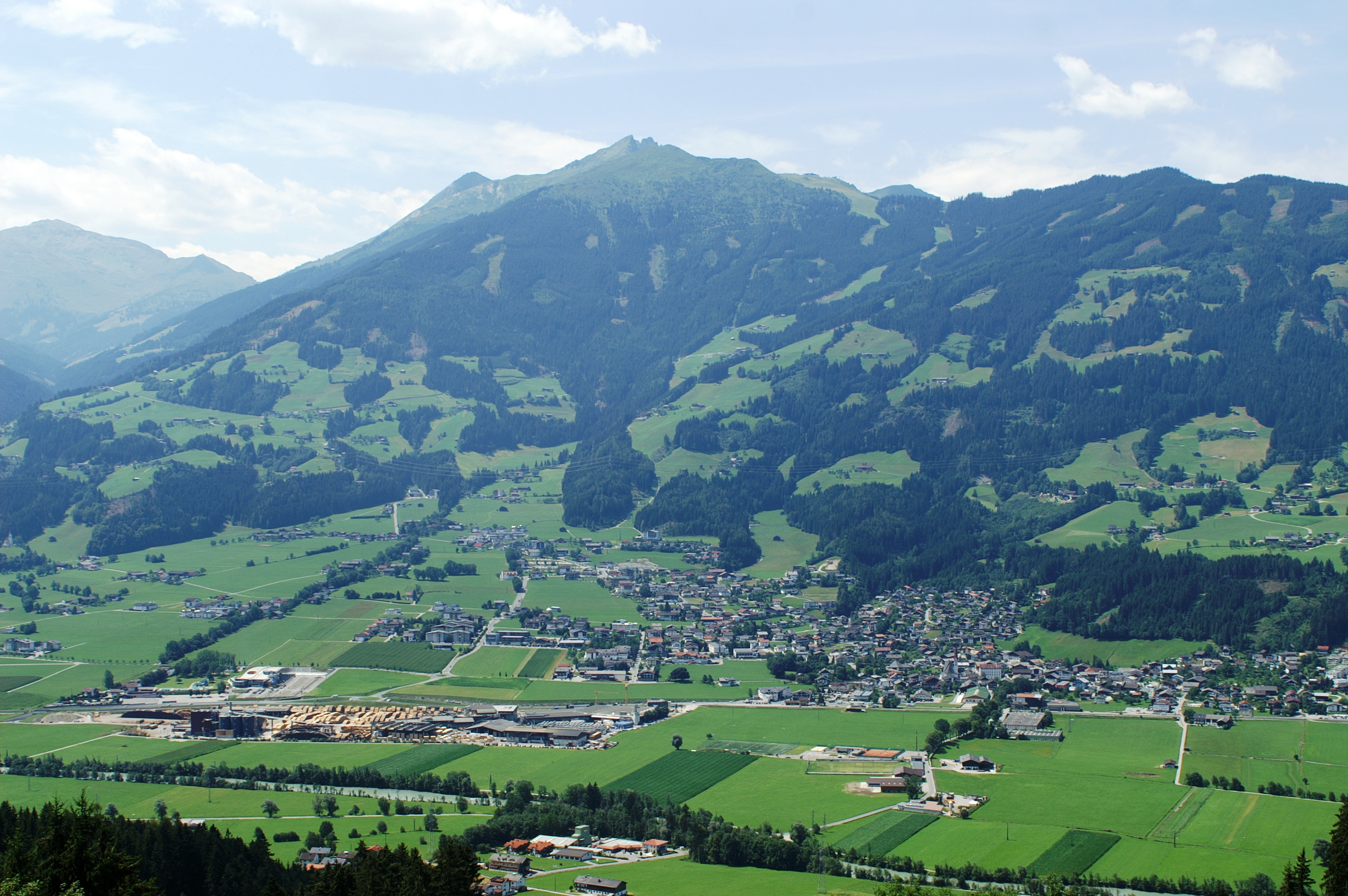
Fügen, dahinter das Spieljoch, links im Hintergrund der Gilfert
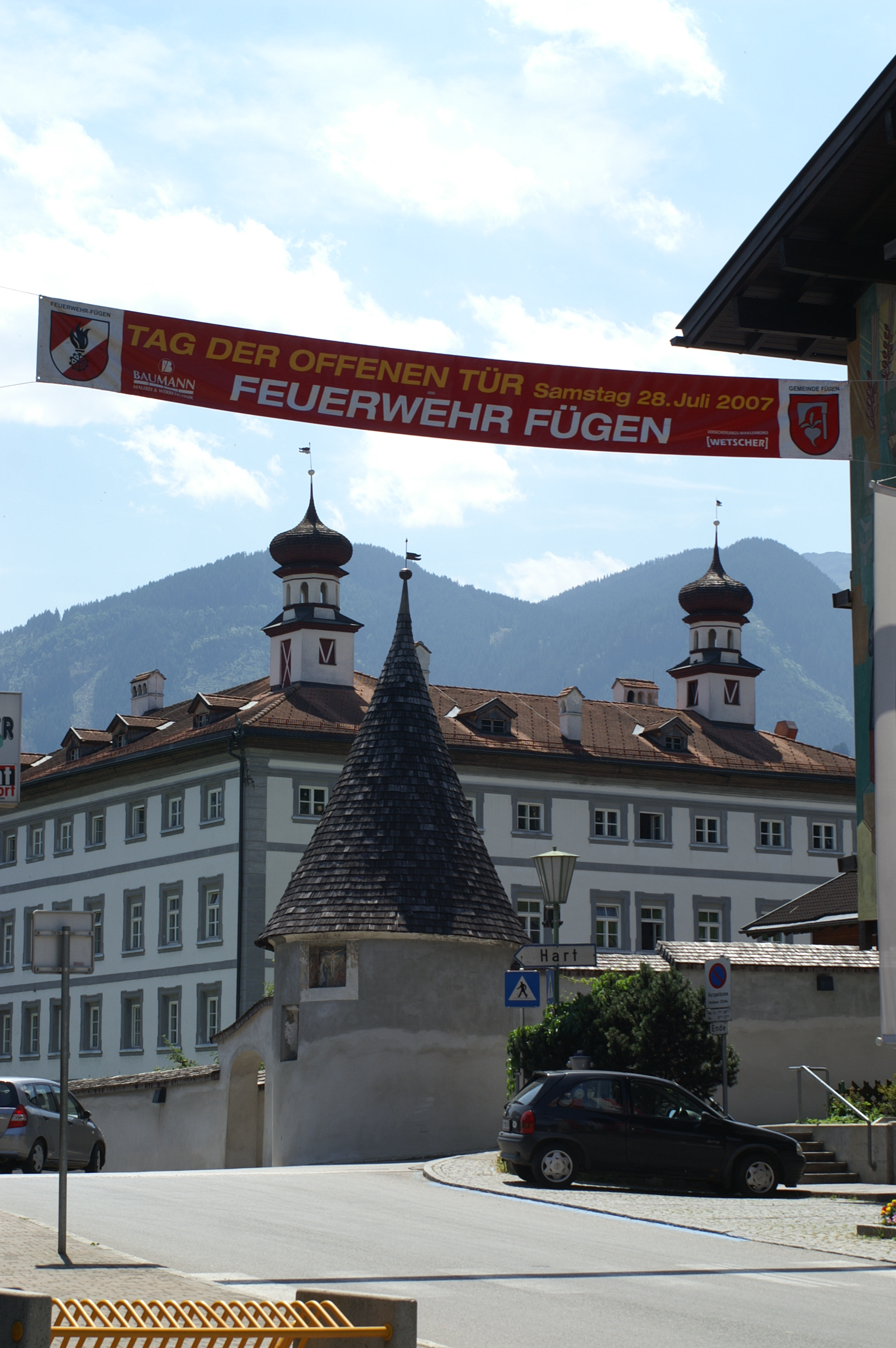
Im Ortszentrum von Fügen